# Bulbophyllum lygeron
Bulbophyllum lygeron là một loài phong lan thuộc chi Bulbophyllum.